# 2015年の台湾
2015年の台湾 （2015ねんのたいわん）では、2015年（民国104年）の台湾（中華民国）に関する出来事について記述する。

## 国家元首等
- 総統
  - 第12・13代: 馬英九 （2008年5月20日 - 2016年5月20日）
- 副総統
  - 第13代: 呉敦義 （2012年5月20日 - 2016年5月20日）
- 行政院長
  - 第26代: 毛治国 （2014年12月8日 - 2016年2月1日）
- 行政院副院長
  - 第38代: 張善政 （2014年12月8日 - 2016年1月25日）
- 立法院長
  - 第10代: 王金平 （1999年2月1日 - 2016年1月31日）
- 司法院長
  - 第10代: 頼浩敏（中国語版） （2010年10月13日 - 2016年10月31日）

## できごと

### 2月
- 2月4日 - トランスアジア航空235便墜落事故。台北松山空港発金門空港行きのトランスアジア航空235便が墜落。乗客乗員計58人のうち死者43人、負傷者15人。高速道路の走行車両に乗っていた2人が巻き添えで負傷。

### 6月
- 6月27日 - 八仙水上楽園爆発事故。新北市八里区のウォーターパークで粉塵爆発が発生。死者15人、負傷者497人にのぼった。

### 11月

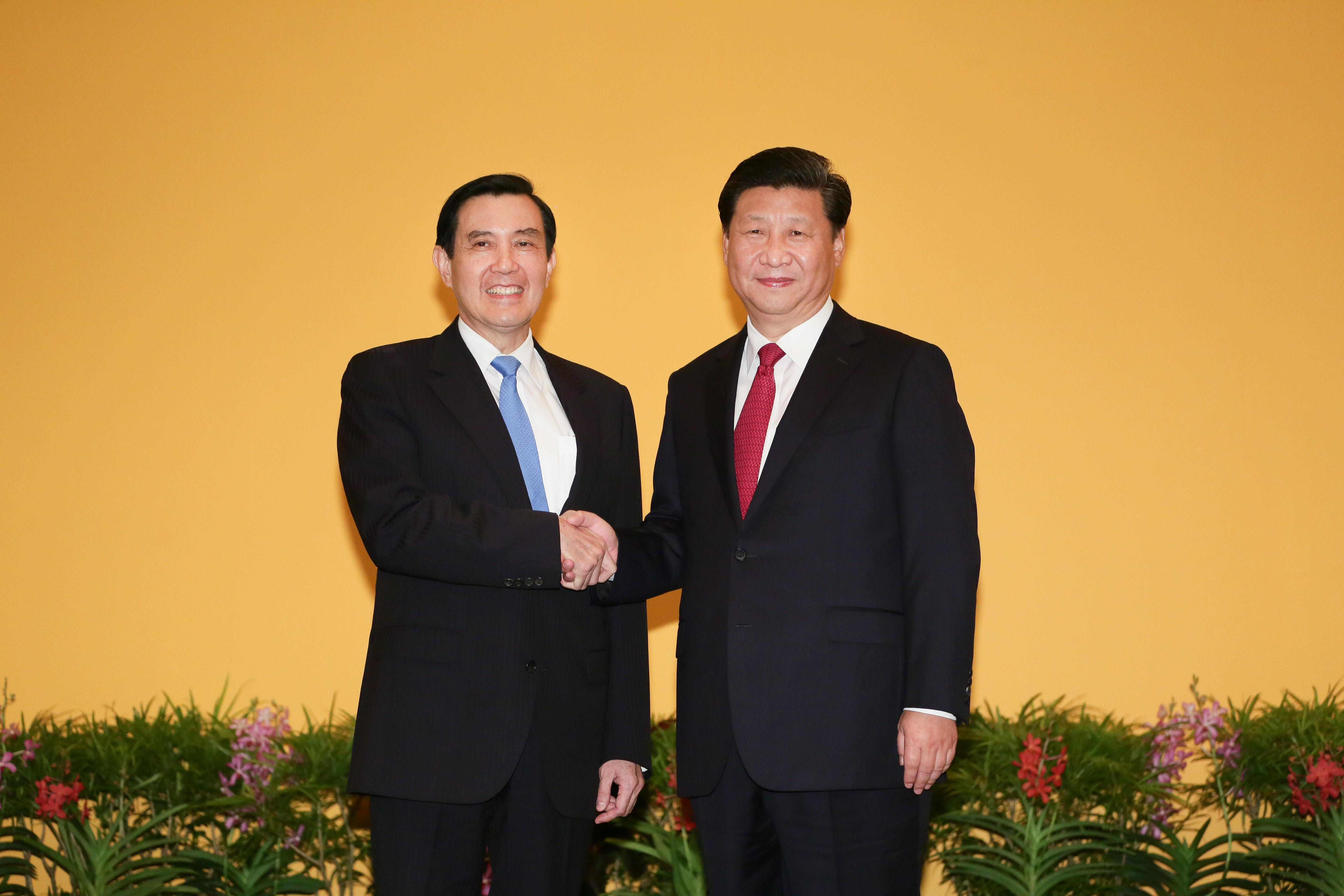
中台分断後では初めてとなる首脳会談

- 11月7日 - シンガポールで馬英九総統と中国共産党の習近平総書記（中国最高指導者の役職）が1949年の両岸分断後では初めてとなる首脳会談を行った（中台首脳会談）[1][2]。

## 死去
- 1月18日 - 大豊泰昭、野球選手（1963年 -）
- 1月21日 - 陳舜臣、小説家（1924年 -）
- 2月24日 - 蕭泰然、作曲家（1938年 -）
- 5月2日 - 馬水龍、作曲家（1939年 -）
- 6月1日 - ショーン・アン、俳優、歌手（1983年 -）